# Unión Italiana de Termofluidodinámica
La Unión Italiana de Termofluídodinámica ( siglas UIT ) es una asociación científica sin ánimo de lucro, formada por personas o entidades interesadas en la investigación y las aplicaciones tecnológicas en el campo de la termofluídodinámica ; El objetivo principal de la asociación es la promoción de la investigación científica y tecnológica en este sector. 

## Historia
Entre 1982 y 1983 un grupo de profesores universitarios, por iniciativa del profesor Enrico Lorenzini, creó una asociación dedicada a estudios avanzados de los fundamentos y aplicaciones de la transferencia de calor . La asociación, inicialmente llamada ATA - Associazione Termotecnica Avanzata, celebró su primer congreso  en Trieste en junio de 1983. Posteriormente, el nombre fue cambiado a Unión Italiana de Termofluidodinámica y el congreso siguiente, en Bolonia en 1984, fue el primero bajo el nombre de UIT.
La UIT fue constituida formalmente el 1 de diciembre de 1984 en Bolonia; Los Socios Fundadores fueron  Gaetano Alfano, Vittorio Betta, Maurizio Cumo, Giovanni De Comelli, Giovanni Del Tin, Sergio Faggiani, Enrico Lorenzini, Elio Oliveri, Claudio Pisoni, Sandro Salvigni y Giorgio Sotgia. El primer presidente fue Enrico Lorenzini.

## Órganos
Los órganos previstos por el estatuto de la UIT  son la Asamblea de los Socios, el Comité Directivo, el Presidente, los Revisores de cuentas, el Colegio de Árbitros y el Secretario. La Asamblea de los Socios se reúne al menos una vez al año, normalmente durante el congreso anual. El Comité Directivo, compuesto por 7 socios elegidos por la Asamblea, elige a uno de sus miembros como Presidente y, a propuesta de este, nombra al Vicepresidente y al Secretario. El Comité Directivo permanece en funciones durante 3 años y sus miembros pueden ser reelegidos sin limitaciones; el Presidente, el Vicepresidente y el Secretario no pueden ejercer más de dos mandatos consecutivos. El Colegio de Revisores de cuentas, también elegido por la Asamblea, está compuesto por 3 miembros que permanecen en funciones durante 3 años y pueden ser reelegidos.

## Socios Honorarios y Beneméritos
Según el Artículo 4 del Estatuto, son Socios Honorarios son personalidades eminentes en el campo de la termofluidodinámica a quienes la asociación rinde un homenaje especial. La designación como socio honorario deberá ser aprobada por el Consejo Directivo por propia iniciativa o a propuesta de al menos 1/3 de los socios y deberá ser ratificada por la Asamblea .  Los Socios Honorarios de la UIT son: Arthur E. Bergles, Michael W. Collins, Marino Di Marzo, Frank P. Incropera, Antonio CM Sousa.
Son Socios Beneméritos los Socios Fundadores y aquellos socios que, a propuesta de al menos cinco miembros, sean proclamados como tales por la Asamblea por su contribución significativa al desarrollo de la Unión .  Los Socios Honorarios de la UIT son: Maurizio Cumo, Giovanni del Tin, Sergio Faggiani, Enrico Lorenzini, Elio Oliveri, Claudio Pisoni, Sandro Salvigni, Giorgio Sotgia, a los que se han sumado Gian Piero Celata (2013), Vincenzo Naso (2023) y Giovanni Sebastiano Barozzi (2024).

## Actividades
La UIT promueve el avance del conocimiento en el campo de la termofluidodinámica mediante la organización de congresos, seminarios y escuelas, la publicación de material científico y la asignación de premios.

### Congresos y seminarios
La organización del congreso de transmisión de calor es una de las principales actividades de la UIT. El congreso tiene carácter anual, generalmente en la segunda mitad de junio, y se celebra cada año en una sede universitaria diferente. 
Además de colaborar con otras instituciones en la organización de congresos en el sector, la UIT organiza seminarios sobre temas específicos, a menudo también dirigidos a no especialistas. Ejemplos de temas tratados son los avances recientes en refrigerantes y tubos de calor .

### Escuela de Verano de Termofluidodinámica
Desde 1997, la UIT ha organizado la Escuela de Verano de Termofluidodinámica, con periodicidad bienal desde 1997 hasta 2005 y luego anual desde 2006 hasta 2018. Debido a las dificultades relacionadas con la pandemia de Covid-19, la periodicidad volvió a ser bienal desde 2022. La Escuela está dirigida principalmente a estudiantes de doctorado y postdoctorados, tiene carácter residencial y dura una semana. Los docentes son expertos italianos y extranjeros en el sector. Todas las Escuelas de Verano de la UIT  se han llevado a cabo en la Certosa di Pontignano, cerca de Siena. Ejemplos de temas tratados en las Escuelas recientes son el estudio teórico y experimental de la turbulencia, técnicas experimentales en transferencia de calor y flujos multifásicos .

### Publicaciones
Desde 1983, la UIT ha publicado las Actas de sus congresos anuales.  A partir de la conferencia de 2013, una gran selección de los artículos presentados se publica en línea en acceso abierto en el Journal of Physics: Conference Series de IOP Publishing. 
El Boletín de la UIT, enviado a todos los socios, fue publicado entre 1994 (noviembre, "número 0") y 2010 (abril) con periodicidad variable. El Director Responsable del Boletín fue Gian Piero Celata.

### Premios
Los premios UIT, otorgados por comisiones especiales nombradas por la Asamblea de los Socios, consisten en una placa, una suma de dinero y la inscripción a la UIT por un año. Se entregan durante la ceremonia de apertura del congreso anual de transmisión de calor.

#### Premio UIT a la mejor tesis de máster en el campo de la termofluidodinámica
Desde 1996, con periodicidad anual, la UIT otorga este premio reservado a tesis de máster defendidas en una universidad italiana en el año anterior.

#### Premio UIT a la mejor tesis doctoral en el campo de la termofluidodinámica
Desde 2001, con periodicidad bienal, la UIT otorga este premio reservado a tesis doctorales defendidas en una universidad italiana en el bienio anterior.

## Relaciones Internacionales
La UIT colabora con las principales organizaciones internacionales del sector, en particular:
- EUROTHERM, European Committee for the Advancement of Thermal Sciences and Heat Transfer
- IMechE, Institution of Mechanical Engineers
- ASME, American Society of Mechanical Engineers
- ASTFE, American Society of Thermal and Fluids Engineers
- ICHMT, International Centre for Heat and Mass Transfer
- JSMF, Japanese Society for Multiphase Flow.

## Lista de Presidentes
| Nombre            | Afiliación                         | Desde | Hacia |
| ----------------- | ---------------------------------- | ----- | ----- |
| Enrico Lorenzini  | Università di Bologna              | 1983  | 1989  |
| Sergio Faggiani   | Università di Pisa                 | 1990  | 1998  |
| Claudio Pisoni    | Università di Genova               | 1999  | 2004  |
| Gian Piero Celata | ENEA                               | 2005  | 2010  |
| Vincenzo Naso     | Università di Napoli "Federico II" | 2011  | 2016  |
| Alfonso Niro      | Politecnico di Milano              | 2017  | 2022  |
| Sara Rainieri     | Università di Parma                | 2023  | 2025  |

## Entradas relacionadas
- American Society of Mechanical Engineers